# Leopold II (książę Lippe)
Paul Alexander Leopold (ur. 6 listopada 1796 w Detmoldzie, zm. 1 stycznia 1851 tamże) – książę Lippe. W chwili kiedy został monarchą jego władztwo było częścią Świętego Cesarstwo Rzymskiego Narodu Niemieckiego. Pozostawała nią do 1806. W latach 1806–1813 wchodziło w skład Związku Reńskiego (Należące do niego państwa były formalnie suwerenne – mogły prowadzić politykę zagraniczną, w praktyce znajdowały się jednak pod przemożnym wpływem cesarza Francuzów Napoleona I). W 1815 zostało członkiem Związku Niemieckiego (będącego luźną konfederacją państw).
Urodził się jako najstarszy syn księcia Lippe Leopolda I i jego żony księżnej Pauliny. Na tron wstąpił po śmierci ojca 4 kwietnia 1802. Do 1820 regencję w jego imieniu sprawowała matka.
23 kwietnia 1820 w Arnstadt poślubił księżniczkę Schwarzburg-Sondershausen Emilię. Para miała dziewięcioro dzieci:
- Leopolda III (1821–1875), kolejnego księcia Lippe
- księżniczkę Ludwikę (1822–1887)
- Waldemara (1824–1895), również przyszłego księcia Lippe
- księżniczkę Fryderykę (1825–1897)
- księcia Fryderyka (1827–1854)
- księcia Hermana (1829–1884)
- Aleksandra (1831–1905), również przyszłego księcia Lippe
- księcia Karola (1832–1834)
- księżniczkę Paulinę (1834–1906)